# Chloropsis palawanensis
Chloropsis palawanensis е вид птица от семейство Chloropseidae.

## Разпространение
Видът е разпространен във Филипините.